# Aeroportul Clyde River
Aeroportul Clyde River (IATA: YCY, ICAO: CYCY) este un aeroport din Nunavut, Canada.
Situat la o altitudine de 27 m, aeroportul dispune de o singură pistă.